# Aphytis yasumatsui
Aphytis yasumatsui är en stekelart som beskrevs av Azim 1963. Aphytis yasumatsui ingår i släktet Aphytis och familjen växtlussteklar. Inga underarter finns listade i Catalogue of Life.